# Kup Jugoslavije 1993-1994
La Kup Jugoslavije 1993-1994 (Coppa Jugoslava 1993-1994) fu la 3ª edizione della Kup Jugoslavije e la seconda della Repubblica Federale di Jugoslavia.
La coppa fu vinta dal Partizan che sconfisse in finale lo Spartak Subotica.

## Squadre partecipanti
Prva liga
- Bečej
- Budućnost
- Hajduk Kula
- OFK Kikinda
- Mogren
- Napredak Kruševac
- OFK Belgrado
- Partizan
- Proleter Zrenjanin
- Rad Belgrado
- Radnički Belgrado
- Radnički Niš
- Rudar Pljevlja
- Spartak Subotica
- Stella Rossa
- Sutjeska
- Vojvodina
- Zemun

Druga liga
- Borac Banja Luka
- Borac Čačak
- Dinamo Pančevo
- Dubočica Leskovac
- Inđija
- Jedinstvo Bijelo Polje
- Novi Sad
- Obilić
- Prishtina
- Sloboda Užice
- Zastava Kragujevac

Categoria sconosciuta
- Bačka B. Palanka
- Radnički Kragujevac
- FK Trepča

## Sedicesimi di finale
| Squadra 1           | Risultato | Squadra 2              |
| ------------------- | --------- | ---------------------- |
| Inđija              | 1 - 3     | Spartak Subotica       |
| Bačka B. Palanka    | 2 - 1     | Sutjeska               |
| Borac Banja Luka    | 1 - 3     | Partizan               |
| Borac Čačak         | 2 - 1     | Hajduk Kula            |
| Dubočica            | 2 - 3     | OFK Kikinda            |
| Bečej               | 6 - 0     | Budućnost              |
| Zemun               | 2 - 0     | Dinamo Pančevo         |
| Mogren              | 3 - 2     | Sloboda Užice          |
| Napredak Kruševac   | 3 - 0     | Jedinstvo Bijelo Polje |
| Proleter Zrenjanin  | 4 - 0     | Zastava Kragujevac     |
| Rad                 | 6 - 0     | Priština               |
| Radnički Kragujevac | 1 - 3     | OFK Belgrado           |
| Radnički Niš        | 3 - 2     | Novi Sad               |
| Rudar Pljevlja      | 0 - 1     | Obilić                 |
| FK Trepča           | 1 - 2     | Radnički Belgrado      |
| Vojvodina           | 3 - 4     | Stella Rossa           |

## Ottavi di finale
| Squadra 1          | Totale          | Squadra 2        | Andata | Ritorno |
| ------------------ | --------------- | ---------------- | ------ | ------- |
| Bačka B. Palanka   | 1 - 5           | Radnički Niš     | 0 - 2  | 1 - 3   |
| Bečej              | 1 - 2           | Partizan         | 1 - 0  | 0 - 2   |
| Obilić             | 2 - 3           | Stella Rossa     | 2 - 1  | 0 - 2   |
| Mogren             | 1 - 4           | Spartak Subotica | 0 - 1  | 1 - 3   |
| Napredak Kruševac  | 1 - 1 (4-1 dtr) | OFK Kikinda      | 0 - 1  | 1 - 0   |
| OFK Belgrado       | 5 - 5 gfc       | Borac Čačak      | 2 - 1  | 3 - 4   |
| Proleter Zrenjanin | 2 - 1           | Rad              | 2 - 0  | 0 - 1   |
| Radnički Belgrado  | 1 - 2           | Zemun            | 0 - 1  | 1 - 1   |

## Quarti di finale
| Squadra 1         | Totale          | Squadra 2          | Andata | Ritorno |
| ----------------- | --------------- | ------------------ | ------ | ------- |
| Stella Rossa      | 2 - 0           | Proleter Zrenjanin | 1 - 0  | 1 - 0   |
| Napredak Kruševac | 3 - 3 (4-5 dtr) | Radnički Niš       | 2 – 1  | 1 – 2   |
| Partizan          | 7 – 1           | OFK Belgrado       | 4 – 1  | 3 – 0   |
| Spartak Subotica  | 2 – 1           | Zemun              | 1 – 1  | 1 – 0   |

## Semifinali
| Squadra 1        | Totale | Squadra 2    | Andata | Ritorno |
| ---------------- | ------ | ------------ | ------ | ------- |
| Stella Rossa     | 2 – 3  | Partizan     | 1 – 0  | 1 – 3   |
| Spartak Subotica | 3 – 2  | Radnički Niš | 2 – 1  | 1 – 1   |

## Finale
| Squadra 1        | Totale | Squadra 2 | Andata | Ritorno |
| ---------------- | ------ | --------- | ------ | ------- |
| Spartak Subotica | 3 - 9  | Partizan  | 2 - 3  | 1 - 6   |

| Arbitro: | Branimir Babarogić (Belgrado) |

| |            | |
| Milidrag 32’ Nestorović 38’                                                                                 | Marcatori  | Čurović 10’ Milošević 45’ Ćirić 54’                                                                                   |
| Kujundžić (Ž. Radić) Vilotić Ćorović Ožegović Popović Zl. Radić Nestorović Djurković Puhalak Milidrag Dulić | Formazioni | Pandurović Čermelj Gudelj Nađ (Svetličić) Mijalković Vasiljević Ćirić Bjeković (Tešović) Čurović B. Brnović Milošević |
| Kustudić | Allenatori | Tumbaković |

| Arbitro: | Zdravko Jokić (Belgrado) |

| |            | |
| Milošević 17’ (rig.), 39’, 86’ Čurović 31’, 43’, 85’                                                               | Marcatori  | Puhalak 73’ |
| Pandurović Čermelj Gudelj Nađ Mijalković Vasiljević Ćirić Bjeković (Tešović) Čurović (Ćurčič) B. Brnović Milošević | Formazioni | Kujundžić Šćepanović Ćorović Ožegović Popović Ž. Radić Nestorović Đurković Puhalak Milidrag (Kristijan) Dulić (Zl. Radić) |
| Tumbaković | Allenatori | Kustudić |